# Ellen Mirojnick
Ellen Mirojnick (* 7. Juli 1949 in New York City) ist eine US-amerikanische Kostümbildnerin.

## Leben
Ellen Mirojnick wurde 1949 in New York City als Tochter von Abe und Sunny Schneid geboren. Sie besuchte die High School of Music & Art in Manhattan und später die School of Visual Arts und die Parsons School of Design. Nach ihrem Abschluss entwarf sie zunächst Sportmode für Kinder.
Sie begann ihre Karriere in der Filmbranche Ende der 1970er Jahre als Assistenz-Kostümbildnerin bei Filmen wie Fame – Der Weg zum Ruhm und Endlose Liebe. Eine langjährige Zusammenarbeit verbindet Mirojnick mit Schauspieler Michael Douglas, für den sie ab Eine verhängnisvolle Affäre und Wall Street (beide 1987) regelmäßig die Kostüme verantwortete.
Eine weitere langjährige Zusammenarbeit verbindet Mirojnick seit Basic Instinct (1992) mit Regisseur Paul Verhoeven. Ebenso arbeitete sie seit Liberace – Zu viel des Guten ist wundervoll (2013) wiederholt mit Steven Soderbergh zusammen. Weitere Regisseure mit denen Mirojnick zusammenarbeitete, sind Adrian Lyne, Steven Spielberg, Kathryn Bigelow, Lee Tamahori, Nancy Meyers und Angelina Jolie. Ihr Schaffen für Film und Fernsehen umfasst mehr als 70 Produktionen.
Bei der Saturn-Award-Verleihung 1998 wurde Mirojnick für ihre Arbeit an Paul Verhoevens Science-Fiction-Film Starship Troopers mit dem Preis für das Beste Kostümbild ausgezeichnet. Für ihre Arbeit an Liberace – Zu viel des Guten ist wundervoll wurde sie 2013 gemeinsam mit Robert Q. Mathews mit einem Emmy in der Kategorie Outstanding Costumes for a Miniseries, Movie or a Special ausgezeichnet. Das Kostümbild von Christopher Nolans Historiendrama Oppenheimer brachte ihr 2024 eine Nominierung für den Oscar für das Beste Kostümdesign ein.
Mirojnick ist Mitglied der Costume Designers Guild (CDG).
Aus ihrer später geschiedenen Ehe mit Barry R. Mirojnick stammt Tochter Lili Mirojnick (* 1984), die als Schauspielerin tätig ist.

## Filmografie (Auswahl)
- 1978: French Quarter
- 1981: Kopfgeld-Jäger, Anruf genügt (Rivkin: Bounty Hunter, Fernsehfilm)
- 1982: Fame – Der Weg zum Ruhm (Fame, Fernsehserie, 1 Episode)
- 1984: Jung und rücksichtslos (Reckless)
- 1984: Flamingo Kid (The Flamingo Kid)
- 1985: Remo – unbewaffnet und gefährlich (Remo Williams: The Adventure Begins)
- 1986: Sei stark, Cassie! (Nobody’s Fool)
- 1987: Eine verhängnisvolle Affäre (Fatal Attraction)
- 1987: Wall Street
- 1988: Cocktail
- 1988: Talk Radio
- 1989: Black Rain
- 1989: Always – Der Feuerengel von Montana (Always)
- 1990: Jacob’s Ladder – In der Gewalt des Jenseits (Jacob’s Ladder)
- 1991: Switch – Die Frau im Manne (Switch)
- 1991: Die wahren Bosse – Ein teuflisches Imperium (Mobsters)
- 1992: Basic Instinct
- 1992: Chaplin
- 1993: Cliffhanger – Nur die Starken überleben (Cliffhanger)
- 1994: Begegnungen – Intersection (Intersection)
- 1994: Speed
- 1994: Undercover Cops (Exit to Eden)
- 1995: Strange Days
- 1995: Showgirls
- 1996: Nach eigenen Regeln (Mulholland Falls)
- 1996: Twister
- 1996: Der Geist und die Dunkelheit (The Ghost and the Darkness)
- 1997: Im Körper des Feindes (Face/Off)
- 1997: Cinderella (Fernsehfilm)
- 1997: Starship Troopers
- 1998: Ein perfekter Mord (A Perfect Murder)
- 1999: Das Geisterschloss (The Haunting)
- 1999: Mickey Blue Eyes
- 2000: Hollow Man – Unsichtbare Gefahr (Hollow Man)
- 2000: Was Frauen wollen (What Women Want)
- 2001: Eine Nacht bei McCool’s (One Night at McCool’s)
- 2001: America’s Sweethearts
- 2001: Rat Race – Der nackte Wahnsinn (Rat Race)
- 2001: Sag’ kein Wort (Don’t Say a Word)
- 2002: Untreu (Unfaithful)
- 2003: Es bleibt in der Familie (It Runs in the Family)
- 2004: Twisted – Der erste Verdacht (Twisted)
- 2004: Riddick: Chroniken eines Kriegers (The Chronicles of Riddick)
- 2006: Zum Ausziehen verführt (Failure to Launch)
- 2006: The Sentinel – Wem kannst du trauen? (The Sentinel)
- 2006: Déjà Vu – Wettlauf gegen die Zeit (Déjà Vu)
- 2007: King of California
- 2008: Cloverfield
- 2008: Mirrors
- 2009: G-Force – Agenten mit Biss (G-Force)
- 2009: G.I. Joe – Geheimauftrag Cobra (G.I. Joe: The Rise of Cobra)
- 2010: Wall Street: Geld schläft nicht (Wall Street: Money Never Sleeps)
- 2011: Person of Interest (Fernsehserie, 1 Episode)
- 2012: GCB (Fernsehserie, 1 Episode)
- 2013: Liberace – Zu viel des Guten ist wundervoll (Behind the Candelabra)
- 2013: Marvel One-Shot: Agent Carter (Kurzfilm)
- 2013: Gilded Lilys (Fernsehfilm)
- 2014: Need for Speed
- 2014: Das grenzt an Liebe (And So It Goes)
- 2014: How to Get Away with Murder (Fernsehserie, 1 Episode)
- 2014–2015: The Knick (Fernsehserie, 20 Episoden)
- 2015: By the Sea
- 2017: Der weite Weg der Hoffnung (First They Killed My Father)
- 2017: Logan Lucky
- 2017: Greatest Showman (The Greatest Showman)
- 2019: Die Geldwäscherei (The Laundromat)
- 2019: Maleficent: Mächte der Finsternis (Maleficent: Mistress of Evil)
- 2020: Let Them All Talk
- 2020: Bridgerton (Fernsehserie, 6 Episoden)
- 2021: Cinderella
- 2022: Kimi
- 2023: Oppenheimer
- 2025: The Gorge